# Zdeněk Kasík
Zdeněk Kasík (* 25. dubna 1952) je český mistr bojových umění (7. Dan, ČSJu), profesionální trenér juda, bývalý zápasník–judista a středoškolský pedagog.

## Trenérská a funkcionářská práce
S judem začínal v roce 1966 ve 14 letech v klubu Spartak Praha Vršovice pod vedením Miloše Tůmy a aktivně se judu věnoval při škole jako oddílový závodník. Vystudoval pražskou FTVS se specializací na trenéra judo.
Trenérské práci se začal systematicky věnovat od druhé poloviny sedmdesátých let dvacátého století v jednom z pražských tréninkových středisek mládeže (TSM). V první polovině osmdesátých let dvacátého století byly v Československu zřizovány osmileté sportovní školy. Na sportovní škole Nad štolou v Praha 7 byl od roku 1984 zaměstnán jako profesor tělesné výchovy s aprobací na judo. Jeho svěřenci byli zváni do juniorské reprezentace, kterou vedl v osmdesátých letech jako šéftrenér Josef Letošník. Mezi jeho první velmi úspěšné svěřence patřil Petr Šedivák. Jeho trenérský otisk si nesl později například Roman Karger, Petr Jákl ml., Petr Lacina, Jaromír Musil, z žen Lucie Chytrá a jeho mezinárodně nejúspěšnější svěřenec Jaromír Ježek.
V květnu 1993 byl jmenován šéftrenérem mužské reprezentace namísto Vladimíra Bárty a v roce 1996 se svým svěřencem Petrem Lacinou účastnil olympijských her v Atlantě. Na pozici šéftrenéra reprezentace ho od roku 1997 vystřídal Michal Vachun. V dalších letech se opět více věnoval trénování mládeže. Do seniorské reprezentace a na mezinárodní pódium – olympijské hry se vrátil po více než 10 letech s Jaromírem Ježkem. V roce 2012 přivedl ke kvalifikaci na olympijské hry v Londýně vedle Jaromíra Ježka také Jaromíra Musila.
Funkcionářské práci se věnoval především v domovském oddíle Judo Sokol Praha Vršovice a na Pražském svazu Judo. Mezi českou judistickou komunitou je ceněn také pro své znalosti v oblasti historie českého (československého) juda. Je spoluautorem publikace 80 let juda v České republice z roku 2016.
| „                                         | Jako trenér se řídí filosofií: Když neumíš tak tě naučím, jestli nemůžeš pomužu ti, ale pokud nechceš tak za mnou nechoď. | “ |
| — pořad České televize Ippon, 1. 10. 2020 | |   |